# Carabodes purpurarius
Carabodes purpurarius är en kvalsterart som beskrevs av Pérez-Íñigo och Peña 1996. Carabodes purpurarius ingår i släktet Carabodes och familjen Carabodidae. Inga underarter finns listade.